# Gmach Biura Studiów i Projektów Przemysłu Węglowego w Katowicach
Gmach Biura Studiów i Projektów Przemysłu Węglowego – budynek biurowy w Katowicach, położony przy placu Grunwaldzkim 8, 10 i 12, na terenie dzielnicy Koszutka. Gmach ten powstał na początku lat 50. XX wieku w stylu konstruktywistycznym według projektu autorstwa Janusza Ballenstedta. Obecnie gmach ten funkcjonuje pod nazwą Centrum Biurowe Plac Grunwaldzki i jest w zarządzie spółki o tej samej nazwie, zaś właścicielem jest Grupa Kapitałowa Polskiego Holdingu Nieruchomości. 

## Historia

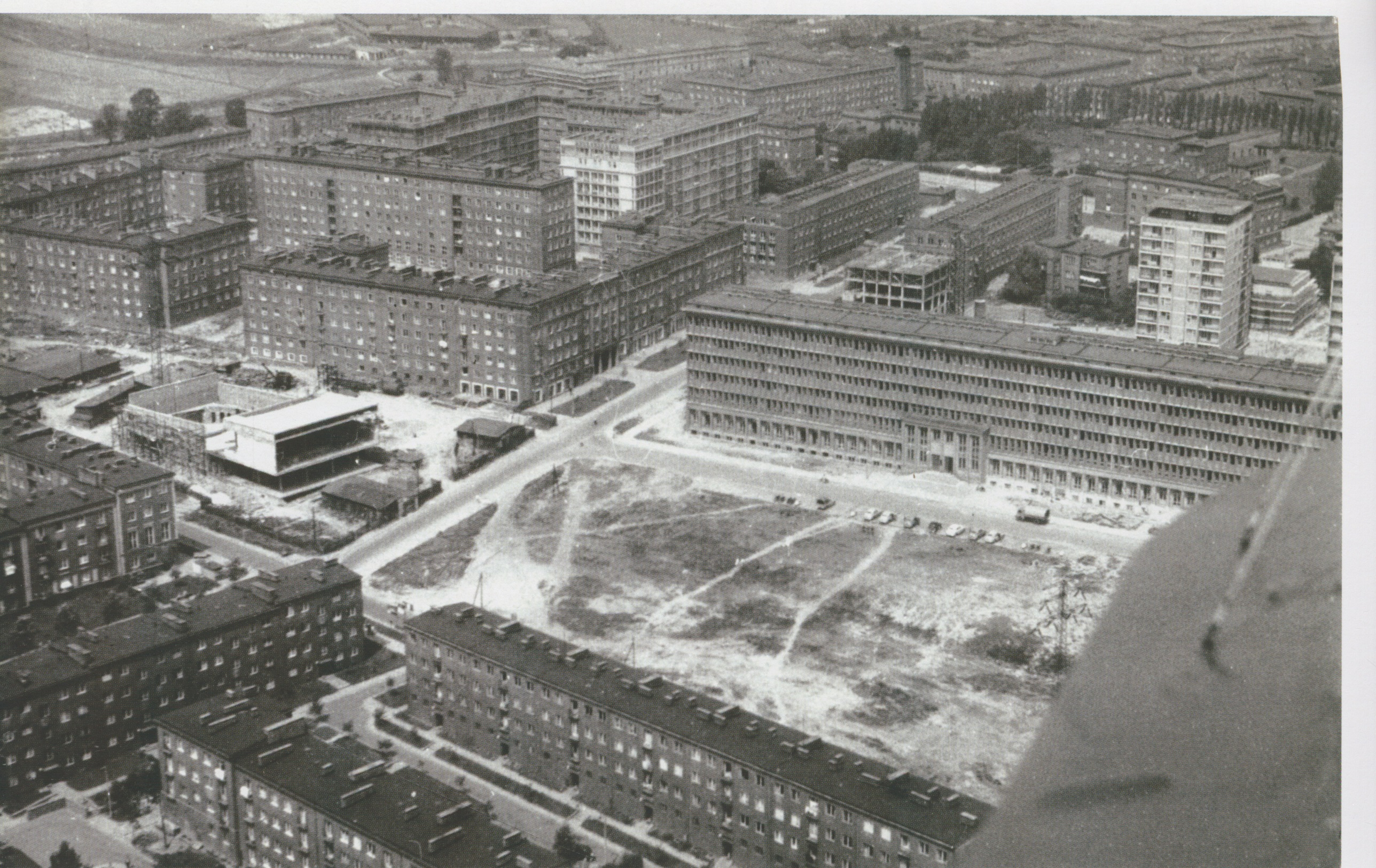
Fragment osiedla Koszutka w latach 50. XX wieku; po prawej stronie widoczny gmach Biura Studiów i Projektów Przemysłu Węglowego

Biurowiec powstał na początku lat 50. XX wieku według projektu Janusza Ballenstedta i był zajmowany początkowo w całości przez Biuro Studiów i Projektów Przemysłu Węglowego. Biuro Studiów i Projektów Górniczych działało w branży architektonicznej, projektując dla branży górniczej nowe kopalnie i plany rozbudowy istniejących kompleksów. Z Biura Studiów i Projektów Górniczych w Katowicach wywodzi się obecna spółka Centrum Biurowe Plac Grunwaldzki, działająca w zakresie m.in. projektowania, kosztorysowania i nadzoru. 
Gmach z uwagi na przepełnienie rozbudowano już na początku lat 60. XX wieku o jedną kondygnację, a w późniejszym czasie po stronie północnej powstała przybudówka z osobnym wejściem, w którym mieściło się kino (działało tu kino Elektron, a potem Karbon) oraz stołówka. Obecnie jest ona siedzibą telewizji TVS. W biurowcu w najlepszym okresie funkcjonowania pracowało ponad 3 tys. osób. 
W marcu 2012 roku Ministerstwo Skarbu Państwa wystawiło biurowiec na sprzedaż w formie sprzedaży akcji spółki, zaś w październiku tego samego roku gmach Biura Studiów i Projektów Przemysłu Węglowego przemianowano na Centrum Biurowe Plac Grunwaldzki.

## Charakterystyka

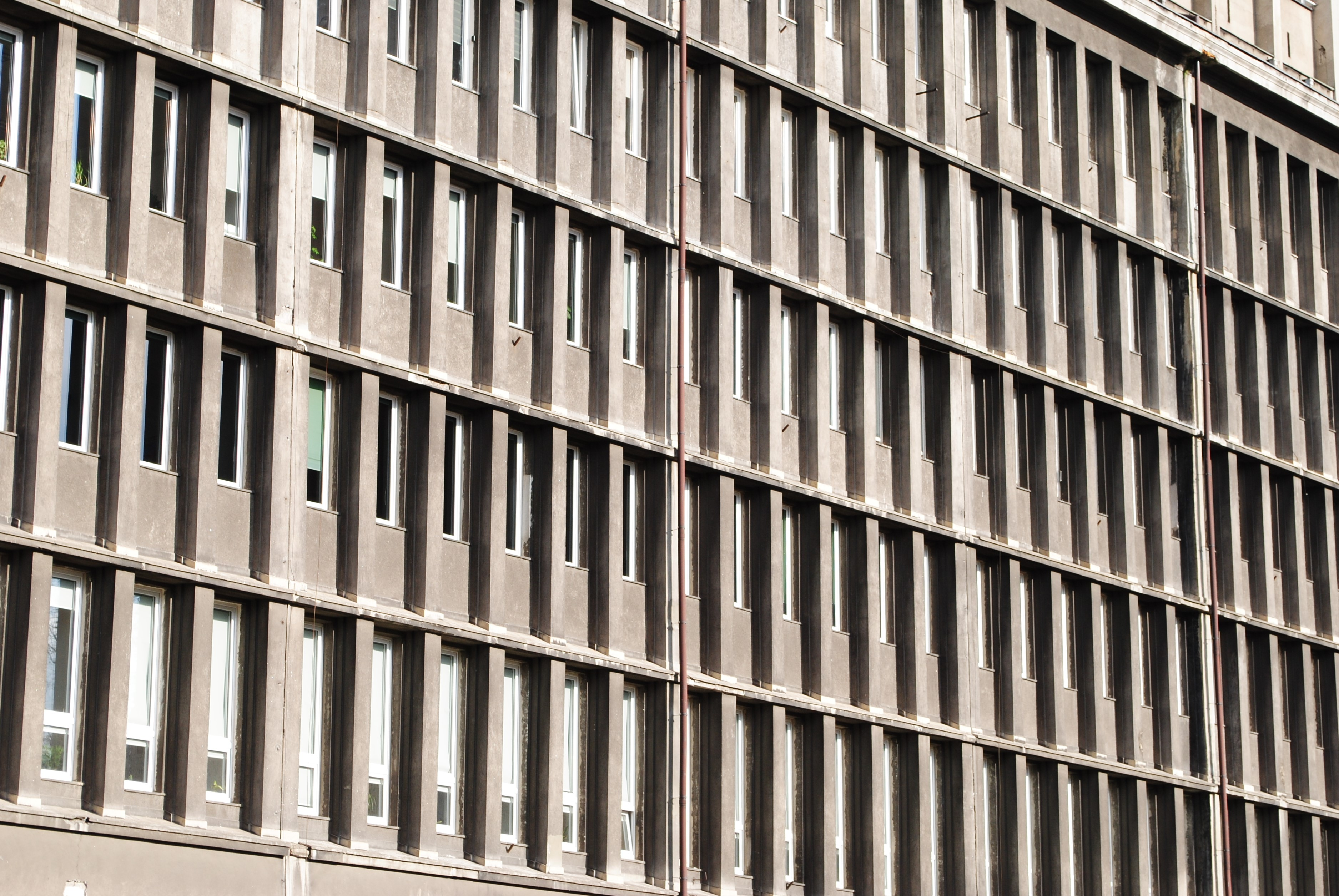
Fragment elewacji frontowej

Dawny gmach Biura Studiów i Projektów Przemysłu Węglowego, a obecnie Centrum Biurowe Plac Grunwaldzki, powstał w latach 50. XX wieku w stylu konstruktywizmu. Został on zaprojektowany przez Janusza Ballenstedta. Zarządcą gmachu jest spółka Centrum Biurowe Plac Grunwaldzki, zaś właścicielem jest Grupa Kapitałowa Polskiego Holdingu Nieruchomości. 
Budynek posiada 17 tys. m² powierzchni, mieszczących około 400 pomieszczeń. Gmach posiada siedem kondygnacji nadziemnych i jedną podziemną Jest on w całości podpiwniczony. Konstrukcja budynku opiera się na rzędach kolumn, co pozwala na modyfikację pomieszczeń wewnątrz gmachu. We wnętrzu budynek wyposażony jest on sale konferencyjne na 25 osób oraz w trzy windy. Przed gmachem znajduje się około 120 miejsc parkingowych.
Centrum Biurowe Plac Grunwaldzki zagospodarowane jest pod biura, handel, drobne wytwórstwo oraz magazyny. W 2021 roku w biurowcu swoje biura wynajmowało łącznie 61 firm, w tym różnego typu instytucje publiczne. Spośród nich, swoją siedzibę w dawnym gmachu Biura Studiów i Projektów Przemysłu Węglowego mają: 
- Powiatowa Stacja Sanitarno-Epidemiologiczna w Katowicach (pl. Grunwaldzki 8-10)[6],
- Państwowe Gospodarstwo Wodne Wody Polskie. Zarząd Zlewni w Katowicach (pl. Grunwaldzki 8-10)[7],
- Ogólnopolskie Porozumienie Związków Zawodowych. Rada OPZZ Województwa Śląskiego (pl. Grunwaldzki 8-10)[8],
- Śląski Urząd Celno-Skarbowy w Katowicach. Lokalizacja w Katowicach (pl. Grunwaldzki 8-10)[9],
- Państwowy Fundusz Rehabilitacji Osób Niepełnosprawnych. Oddział Śląski (pl. Grunwaldzki 8-10)[10],
- Telewizja TVS (pl. Grunwaldzki 12)[11].

Ponadto Centrum Biurowe Plac Grunwaldzki jest siedzibą innych firm z różnych branż. Znajdują się tu m.in.: biura architektoniczne i projektowe, biuro tłumaczeniowe czy centrum filmowe. 